# Otto Sill
Otto Sill (* 12. Mai 1908 in Gransee bei Potsdam; † 23. Mai 1985 in Berlin) war ein deutscher Jazzmusiker (Klarinette, Saxophon) und Fotograf.
Sill lernte zunächst Violine. Nach privater Ausbildung war er von 1933 bis 1935 Mitglied des Orchesters von James Kok, um dann bis 1940 bei Erhard Bauschke zu spielen. Mit beiden Orchestern ist er auch auf Schallplatten zu hören. In der DDR ist er vor allem als Jazzfotograf hervorgetreten; seine Fotografien wurden auch für die Cover von Amiga- und FMP-Platten verwendet.

## Lexikalische Einträge
- Jürgen Wölfer: Jazz in Deutschland. Das Lexikon. Alle Musiker und Plattenfirmen von 1920 bis heute. Hannibal, Höfen 2008, ISBN 978-3-85445-274-4.